# Genteng
Genteng é um kecamatan (subdistrito) da cidade de Surabaia, na Província Java Oriental, Indonésia.

## Kelurahan
O kecamatan de Genteng consiste em 5 kelurahan:
- Embong Kaliasin (60271)
- Peneleh (60272)
- Ketabang (60273)
- Genteng (60274)
- Kapasari (60275)